# Promieniowanie beta

Emisja elektronu podczas rozpadu β^{−} jądra atomu. Elektron ten powstaje obok protonu i antyneutrina w wyniku rozpadu jednego z neutronów

Promieniowanie beta (promieniowanie β) – rodzaj przenikliwego promieniowania jonizującego wysyłanego przez promieniotwórcze jądra atomowe podczas przemiany jądrowej. Nazwa ma znaczenie historyczne – powstała, by odróżnić to promieniowanie od mniej przenikliwego promieniowania alfa. Promieniowanie beta i alfa zarejestrowane były po raz pierwszy przez Becquerela, który opisał swoje wyniki w serii publikacji w latach 1896–1897. Oba rodzaje promieniowania badał następnie Rutherford i w roku 1899 opisał ich różny charakter. Promieniowanie beta powstaje podczas rozpadu β. W zależności od rodzaju tego rozpadu, jest ono strumieniem elektronów (z rozpadu β−) lub pozytonów (z rozpadu β+) poruszających się z prędkością porównywalną z prędkością światła w próżni. Promieniowanie to jest silnie pochłaniane przez materię.
Przykład przemiany, w której następuje emisja promieniowania beta:
22789Ac → 22790Th + e− + νe

## Absorpcja promieniowania beta

Przenikliwość promieniowania jądrowego

Promieniowanie beta jest bardziej przenikliwe niż promieniowanie alfa o porównywalnej energii, natomiast jego absorpcja jest większa w porównaniu z promieniowaniem gamma. Zasięg promieniowania beta zależy od energii elektronów i gęstości substancji pochłaniającej. Energia z kolei zależy od rodzaju źródła. Ilustruje to poniższa tabela:
| nuklid | energia maksymalna | powietrze | plexiglas | szkło |
| ------ | ------------------ | --------- | --------- | ----- |
| 3H     | 19 keV             | 8 cm      | –         | –     |
| 14C    | 156 keV            | 65 cm     | –         | –     |
| 35S    | 167 keV            | 70 cm     | –         | –     |
| 131I   | 600 keV            | 250 cm    | 2,6 mm    | –     |
| 32P    | 1,71 MeV           | 710 cm    | 7,2 mm    | 4 mm  |

Mechanizmy oddziaływania cząstek beta z ośrodkiem:
- jonizacja i wzbudzenie elektronu atomów ośrodka;
- emisja promieniowania hamowania spowodowana oddziaływaniem z elektrycznym polem jądra atomu ośrodka;
- promieniowanie Czerenkowa;
- anihilacja pozytonu – tylko promieniowanie z rozpadu β+;
- rozproszenie wsteczne – sprężyste odbicie od jądra atomu ośrodka.